# Michael Adams (šahist)
Michael Adams (Truro, Cornwall, Engleska, 17. studenoga 1971.), britanski je šahovski velemajstor. 
Najviši rejting u karijeri mu je bio 2755 koji je dosegao srpnja 2000. godine. U rujnu 2011. mu je rejting po FIDA-i bio 2733, po čemu je bio 18. igrač na svijetu na FIDA-inoj ljestvici.

## Vanjske poveznice
- Chessgames.com osobni podatci, igre i statistike